# Бернд Шнайдер
Бернд Шнайдер (нім. Bernd Schneider, нар. 17 листопада 1973, Єна) — німецький футболіст, півзахисник.
Насамперед відомий виступами за клуб «Баєр 04», а також національну збірну Німеччини.

## Клубна кар'єра
У дорослому футболі дебютував 1993 року виступами за команду клубу «Карл Цейс», в якій провів п'ять сезонів, взявши участь у 124 матчах чемпіонату.
Протягом 1998—1999 років захищав кольори команди клубу «Айнтрахт».
1999 року перейшов до клубу «Баєр 04», за який відіграв 10 сезонів. Більшість часу, проведеного у складі «Баєра», був основним гравцем команди. Завершив професійну кар'єру футболіста виступами за команду «Баєр 04» у 2009 році

## Виступи за збірну
1999 року дебютував в офіційних матчах у складі національної збірної Німеччини. Протягом кар'єри у національній команді, яка тривала 11 років, провів у формі головної команди країни 81 матч, забивши 4 голи.
У складі збірної був учасником чемпіонату світу 2006 року у Німеччині, на якому команда здобула бронзові нагороди, чемпіонату Європи 2004 року у Португалії, чемпіонату світу 2002 року в Японії і Південній Кореї, де разом з командою здобув «срібло».

## Титули і досягнення
- Віце-чемпіон світу: 2002
- Бронзовий призер чемпіонату світу: 2006